# Redemption Rock
Der Redemption Rock (deutsch Fels der Erlösung) ist ein Granitfels bei Princeton im Bundesstaat Massachusetts der Vereinigten Staaten. Er befindet sich im mit lediglich 1000 m² kleinsten Naturschutzgebiet der Organisation The Trustees of Reservations.

## Geschichte
Der Fels ist ein historischer Schauplatz der US-amerikanischen Geschichte und wurde vorwiegend deshalb als Schutzgebiet eingerichtet. Während des King Philip’s War wurde Mary Rowlandson am 10. Februar 1676 von Indianern bei einem Überfall auf Lancaster entführt. Das Ziel der Aktion bestand darin, Rowlandson als Druckmittel einzusetzen, um die sich ausbreitenden Kolonisten zum Rückzug zu bewegen. Sie war eine von insgesamt etwa 20 Gefangenen, die von den Indianern in die Wildnis verschleppt wurden, bis sie nach mehreren Ortswechseln auf ihren Anführer Metacomet trafen, der von den Engländern King Philip genannt wurde. Rowlandsons Kenntnisse der Schneiderei verhalfen ihr zu einigem Ansehen bei den Indianern, und sie wurde sogar damit beauftragt, ein Hemd für Metacomet herzustellen. Daher wurde sie in ihrer Gefangenschaft stets gut behandelt. Im April 1676 wurde sie schließlich im Rahmen einer zuvor von John Hoar ausgehandelten Übergabe befreit; der Ort der Freilassung war der heute als Redemption Rock bekannte Felsen. Mary Rowlandson veröffentlichte ihre Geschichte 1679 im Buch „The Narrative of the Captivity and Restoration of Mrs. Mary Rowlandson“, das 1997 von Neal Salisbury unter dem Titel „The Sovereignty and Goodness of God“ neu aufgelegt wurde.
1889 hatte der US-amerikanische Senator George Frisbie Hoar, Gründungsmitglied und erster Präsident der Trustees of Reservations, das Grundstück erworben. Seine Erben schenkten es der Organisation im Jahr 1953.

## Schutzgebiet
Das Schutzgebiet selbst verfügt aufgrund seiner geringen Größe über keine eigenen Wege, ist jedoch unmittelbar an den 92 mi (148,1 km) langen Fernwanderweg Mid-State Trail angeschlossen.